# August Christoph von Wackerbarth
August Christoph, hrabia von Wackerbarth (ur. 22 marca 1662 w Kogel, zm. 14 sierpnia 1734 w Dreźnie) był saskim dyplomatą i wojskowym.

## Życiorys
W armii saskiej osiągnął stopień feldmarszałka (oficjalnie: królewsko-polskiego i elektorsko-saskiego feldmarszałka). Na czele cesarskich żołnierzy bronił twierdzy Haguenau w 1706, lecz ostatecznie zmuszony był poddać ją Francuzom.
W roku 1707 ożenił się w Wiedniu, gdzie sprawował funkcje ambasadora z matką przyszłego znanego saskiego dyplomaty Joseph Anton Gabaleon Wackerbarth-Salmour, któremu, jako ojczym ułatwił start w dyplomacji saskiej.
W latach 1708–1709 walczył we Flandrii, następnie wrócił na placówkę wiedeńską. W latach 1713–1714 Krzysztof Antoni Szembek posłował do Wiednia. Miał także starać się o rękę arcyksiężniczki dla królewicza Fryderyka Augusta (przyszły August III Sas), spytać o sumy neapolitańskie (ponieważ Karol VI Habsburg przejął Królestwo Neapolu) i interweniować w sprawie polskich klasztorów na Śląsku. August Christoph von Wackerbarth pomagał mu załatwić te sprawy, jednak nie odnieśli wielkiego sukcesu, ponieważ cesarz Karol VI Habsburg nie mógł wybaczyć Augustowi II Mocnemu sojusz z Francją (1713). Dlatego jedynym sukcesem Szembeka była interwencja posła austriackiego w Imperium Osmańskim w sprawach polskich. Sprawy mariażu arcyksiężniczki i królewicza Fryderyka Augusta prowadził poważniejszy agent Augusta II jezuita, ojciec Salerno i potrzeba było jeszcze kilku lat by sprawa w pełni dojrzała. Von Wackerbarth wykorzystał małe doświadczenie dyplomatyczne Szembeka i narzucał swój sposób działania.
W roku 1715 August Christoph von Wackerbarth oblegał na czele saskiego korpusu szwedzką twierdzę Stralsund. W 1717 został kawalerem Orderu Orła Białego. W 1718 został mianowany gubernatorem Drezna.
W 1731 przejął kierownictwo departamentu SZ Tajnego Gabinetu. Nadał mu kurs pro-austriacki i antyfrancuski. Gdy królem i elektorem został August III Sas (1733), całość polityki zagranicznej przejął jego faworyt Aleksander Józef Sułkowski.